# Junkers Ju 288

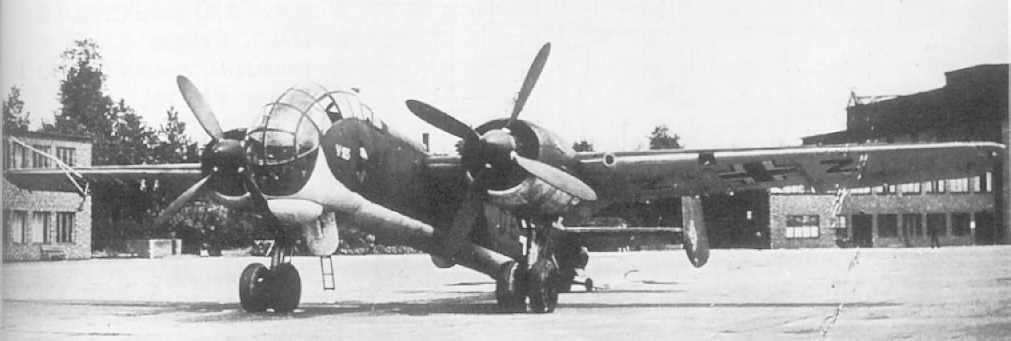
Mẫu thử Junkers 288B (Ju 288 V13, động cơ DB 606)

Junkers Ju 288, ban đầu gọi là EF 074, là một đề án máy bay ném bom của Đức Quốc xã trong Thế chiến thứ hai.

## Biến thể
- Ju 288A
- Ju 288B
- Ju 288C
- Ju 288D
- Ju 288G

## Tính năng kỹ chiến thuật (Ju 288B)
Đặc điểm tổng quát
- Kíp lái: 4
- Chiều dài: 17,8 m (58 ft)
- Sải cánh: 22,7 m (74 ft 4 in)
- Chiều cao: 4,50 m (14 ft 9 in)
- Diện tích cánh: 64,6 m² (696 ft²)
- Trọng lượng có tải: 20.950 kg (46.186 lb)
- Trọng lượng cất cánh tối đa: 21.000 kg (46.300 lb)
- Động cơ: 2 × Daimler-Benz DB606, 2.700 PS (1.985 kW, 2.663 hp)  mỗi chiếc

 Hiệu suất bay 
- Vận tốc cực đại: 620 km/h (388 mph)
- Tầm bay: 2.700 km (1.678 mi)
- Trần bay: 9.300 m (30.500 ft)
- Vận tốc lên cao: 435 m/phút (1.420 ft/phút)

Trang bị vũ khí

- Súng: 

  - 4 × Súng máy MG 131 13 mm (.51 in)
  - 1 × Pháo MG 151 15 mm (.59 in) hoặc pháo MG 151/20 20 mm
- Bom: 3.000 kg (6.610 lb) bom